# (99941) Lonniewege
(99941) Lonniewege es un asteroide perteneciente al cinturón de asteroides, descubierto el 23 de noviembre de 2003 por el equipo del Catalina Sky Survey desde el Catalina Sky Survey, Arizona, Estados Unidos.

## Designación y nombre
Designado provisionalmente como 2003 WF107. Fue nombrado  en honor a Lonnie Wege (n. 1958) quien es gerente de ventas de telescopios y especialista en tecnología de telescopios Schmidt-Cassegrain. También es voluntario de extensión astronómica en la Fundación Three Rivers, la Sociedad Astronómica de Texas y Celestron.

## Características orbitales
(99941) Lonniewege está situado a una distancia media del Sol de 2,695 ua, pudiendo alejarse hasta 3,097 ua y acercarse hasta 2,294 ua. Su excentricidad es 0,149 y la inclinación orbital 13,346 grados. Emplea 1616,38 días en completar una órbita alrededor del Sol.
Pertenece a la familia de asteroides de (15) Eunomia.

## Características físicas
La magnitud absoluta de (99941) Lonniewege es 14,86. 